# حيرت قلبي معاك
حيرت قلبي معاك هي أغنية من تاليف أحمد رامي، وتلحين رياض السنباطي، وغنتها أم كلثوم عام 1961.

## الأغنية
- هذه الأغنية هي حلقة من سلسة طويلة من الأغاني الجميلة التي قدمها الثلاثي رامي-السنباطي-أم كلثوم لأكثر من عقدين من الزمن، وهي على الأرجح أول أغنية تغنيها أم كلثوم من ألحان السنباطي بعد خلاف قصير معه في عام 1960 على بسبب اختلاف حول تلحين كلمات أغنية.[2]
- أكثر ما يميز هذه الأغنية هو القفلة الخاصة بها وهي الجملة المغناة التي تتكرر في نهاية كل مقطع من مقاطع الأغنية، وقد لحنت بأسلوب من النادر تكراره في الأغاني العربية، حيث أن القفلات الخاصة بالأغاني العربية تعتمد عادة على تكرار جملها المغناة بشكل فيه شيء من الإطالة، لكن في هذه الأغنية تبدأ أم كلثوم القفلة بجملة (تعيدها مرتين في العادة) تقول:

بدي اشكيلك من نار حبي..بدي احكيلك ع اللي ف قلبي
ثم تبدأ في غناء بيتين بشكل مستمر بدون أي إعادة تقريباً حيث تقول:
وأقولّك ع اللي سهرني...وأقولّك ع اللي بكاني
وأصور لك ضنا روحي...وعزة نفسي منعاني
ويصل اللحن، ومعه غناء أم كلثوم، إلى الذروة في الشطر الأخير الذي يقول «وعزة نفسي منعاني» مما يؤدي بالطبع إلى استحسان الجمهور.
- ولكن بالطبع هناك كلمات وألحان جميلة أخرى في الأغنية منها على سبيل المثال:

وده خيـال بين الأجفـان... فضل معايا الليل كله
سهرني بين فكرني وأشجان..وفات لي جوه العين ظله
- أعاد توزيع الأغنية سنة 2013 يوسف العدل بدمجها مع أغنية عمرو دياب - ولا على باله على موسيقى الهاوس و التيكنو لعمل مزيج من الموسيقى الشرقية الغنية بإيقاع و سحر قوالب الموسيقى الغربية الحديثة، لأن لحن الأغنية العبقري أتاح له أن يعاد استخدامه حتى بالطرق الحديثة و دمجه مع لحن آخر كلحن أغنية ولا على باله كلحن شرقي

## كلمات الأغنية
حيرت قلبي معاك.. وانا باداري وأخبي
قل لي أعمل إيه وياك.. ولا أعمل إيه ويا قلبي
بدي أشكي لك من نار حبي.. بدي أحكي لك ع اللي ف قلبي
وأقول لك ع اللي سهرني.. وأقول لك ع اللي بكاني
واصور لك ضنى روحي.. وعزة نفسي مانعاني
يا قاسي بص ف عينيا.. وشوف إيه انكتب فيها
دي نظرة شوق وحنية.. ودي دمعة باداريها
وده خيال بين الأجفان.. فضل معايا الليل كله
سهرني بين فكر وأشجان.. وفات لي جوه العين ظله
وبين شوقي وحرماني.. وحيرتي ويا كتماني
بدي اشكي لك من نار حبي
بدي احكي لك ع اللي في قلبي
وأقول لك ع اللي سهرني.. وأقول لك ع اللي بكاني
واصور لك ضنى روحي.. وعزة نفسي مانعاني
ياما ليالي أنا وخيالي ، أفضل أصبر روحي بكلمة يوم قلتها لي
وبات أفكر.. في اللي جرى لك.. واللي جرى لي
وأقول ماشافش الحيرة.. علي لما باسلم
ولا شافش يوم الشوق.. في عيني راح يتكلم
وارجع واسامحك تاني.. واحن لك والقاني
بدي اشكي لك من نار حبي
بدي احكي لك ع اللي في قلبي
وأقول لك ع اللي سهرني.. وأقول لك ع اللي بكاني
واصور لك ضنى روحي.. وعزة نفسي مانعاني
خاصمتك بيني وبين روحي.. وصالحتك وخاصمتك تاني
وأقول أبعد يصعب على روحي.. تطاوعني ليزيد حرماني
ح أفضل أحبك من غير ما أقول لك.. إيه اللي حير أفكاري
لحد قلبك ما يوم يدلك.. على هوايا المتداري
ولما يرحمني قلبك.. ويبان لعيني هواك
وتنادي ع اللي انشغل بك.. وروحي تسمع نداك
أرضى اشكي لك من نار حبي
وابقى احكي لك ع اللي في قلبي
وأقول لك ع اللي سهرني.. وأقول لك ع اللي بكاني
وأقول يا قلبي ليه تخبي ..وليه يا نفس مانعاني.
ألفها أحمد رامي
لحنها رياض السنباطي
عام 1961

## روابط خارجية
مطلع حيرت قلبي معاك على يوتيوب